# ハマクア

ハワイ島北部・ハマクア

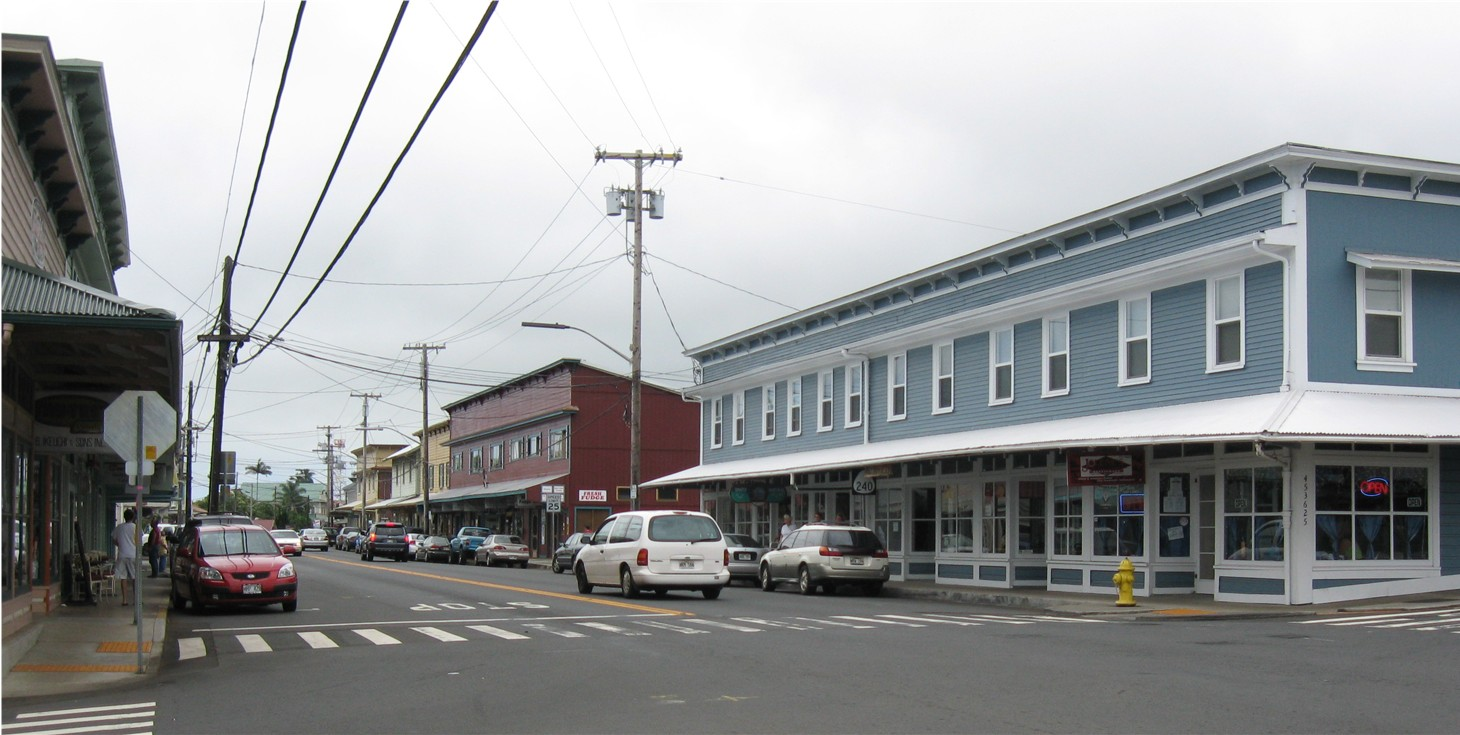
ホノカアのメインストリート

ハマクア（Hamakua）は、アメリカ合衆国ハワイ州のハワイ島北部の地域。かつては砂糖産業プランテーションの中心地として栄えた。

## 町
ハマクア地域には次のような町（集落）がある。
- ホノカア（Honokaa）
ワイピオ渓谷の東に位置するホノカアは、人口2200人の町。サトウキビプランテーションで労働に従事した移民が作った町で、現在の住民の多くもその子孫である[3]。1873年に創業したホノカア・シュガー・カンパニーが1993年に製糖工場を閉鎖して以降は、観光業を主体とした町へと生まれ変わりを果たし、ハマクア最大の町となった[3]。
この町の図書館には、ハワイで最初の組合活動家として労働者の地位向上に貢献した日本人移民である後藤濶（Katsu Goto）の記念碑が建てられている[3]。
- ククイハエレ（Kukuihaele）
ククイハエレとはハワイ語で「歩く光」を意味しており、ハワイの神話クムリポにある、たいまつを持ってワイピオ渓谷へ向かう戦士の亡霊からつけられた名称[4]。人口300人ほどの小さな集落である。
- パアウイロ (Paʻauilo)
パアウイロは国勢調査指定地域のひとつである。2010年の調査では、人口が595人。
- パパアロア (Pāpaʻaloa)
パパアロアはヒロから北にあり、ハマクア地区でも一番南西部に近いところにある。パアアロア本願寺もある。[5]